# Apotolamprus quadrimaculatus
Apotolamprus quadrimaculatus là một loài bọ cánh cứng trong họ Bọ hung (Scarabaeidae).